# Hydrangea strigosa
Hydrangea strigosa är en hortensiaväxtart som beskrevs av Alfred Rehder. Hydrangea strigosa ingår i släktet hortensior, och familjen hortensiaväxter. Inga underarter finns listade i Catalogue of Life.